# Френк Біллінгс Келлог
Френк Біллінгс Келлог (англ. Frank Billings Kellogg; 22 грудня 1856, Потсдам, штат Нью-Йорк — 21 грудня 1937, Сент-Пол, Міннесота) — американський державний діяч, 45-ий Державний секретар США, лауреат Нобелівської премії миру 1929 року, «За підготовку Паризького пакту».

## Біографія

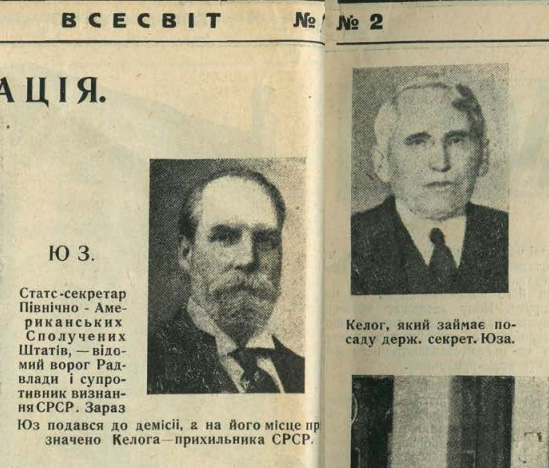
Прихильник визнання СРСР Келлог (праворуч). «Всесвіт» (Харків, 1925, № 2, с. 6-7).

Народився в Потсдамі (штат Нью-Йорк) в сім'ї Абігейла Біллінгса Келлога та Ази Фарнсфорт Келлог. Коли хлопчикові було дев'ять років, сім'я переїхала на захід і влаштувалася на фермі поблизу Елджіна (штат Міннесота). Працював на фермі, потім вирушив до Рочестера, штат Міннесота, де продовжив працювати клерком в юридичній конторі та вивчав право. У 1877 році склав іспити й був допущений у колегію адвокатів.
У 1882—1887 роках обирався на посаду окружного прокурора. У 1886 році одружувався на Кларі Кук. Здобув популярність ведучи справи проти монополій, зокрема його найвідомішою його справою була Standard Oil Co. of New Jersey v. United States, 221 U.S. 1 (1911). Після її успіху в 1912 році був вибраний головою Американської асоціації адвокатів.
У 1916 році був вибраний у сенат США, проте переобрання у 1922 році не добився. У 1923 році був направлений президентом Гардінгом на 5-ту Панамериканську конференцію в Сантьяго (Чилі). У 1923—1925 посол США у Великій Британії.

## Нобелівська премія миру
У 1925 році був призначений президентом Куліджем Державним секретарем США. На цій посаді понад усе прославився підписанням Пакту Бріана—Келлога, за що в 1929 році був нагороджений Нобелівською премією миру на підставі: «За підготовку Пакту Бріана—Келлога, учасники якого погодились вирішувати всі конфлікти мирним шляхом і виключили війну як інструмент національної політики.»

## Об'єкти, названі на честь Келлога
Вантажний корабель класу Ліберті SS Frank B. Kellogg було названо на його честь.